# Dani Fontecha
Daniel Fontecha (Madrid, 1978) es un cómico y guionista español. Es conocido por participar en el programa de televisión El hormiguero.

## Carrera
Se graduó en la Facultad de Derecho de la Universidad Complutense de Madrid en el año 2007.
En 2010 grabó su primer monólogo con Paramount Comedy. Además, participó en el programa Sopa de gansos de Mediaset.
En 2015, Dani Fontecha fue contratado como guionista de El hormiguero. Más tarde, en ese mismo año, se convirtió en colaborador del programa apareciendo en cámara en las secciones Don Rogelio, ¿A quién va usted a creer? y Guía de supervivencia para parejas.